# Louis Jacob de Saint Charles
Louis Jacob di Saint Charles (in latino Ludivicus Iacob) (Chalon-sur-Saône, 20 agosto 1608 – Parigi, 10 marzo 1670) è stato un religioso francese.
Sacerdote dell'Ordine dei Carmelitani, fu un autorevole bibliofilo in materia di libri rari.

## Biografia
Louis Jacob nacque a Chalon-sur-Saône da Jean-Jacob da Siena e Claude Maréchal, originaria di Auxonne. Ricevette il nome di Charles, successivamente trasformato in Louis de Saint-Charles, quando abbracciò l'Ordine dei carmelitani l'8 giugno 1625.
Nel 1639 viaggiò in Italia e trascorse un po' di tempo a Roma. Perse alcuni manoscritti nelle catacombe romane, poi, intorno al 1642, tornò in Francia per stabilirsi a Lione, dove pubblicò la sua prima opera, la Biblioteca Pontificia, spinto dall'amico Gabriel Naudé.
A Parigi divenne il libraio di Jean-François Paul de Gondi, alias Cardinale di Retz. Nominato consigliere e cappellano del re, passò al servizio di Achille III di Harlay, allora procuratore generale del parlamento di Parigi, e divenne suo cappellano. Il presidente di Harlay gli diede alloggio nella sua dimora. L'amico Gabriel Naudé lo aiutò poi nei giorni di apertura della Biblioteca Mazarin.
Morì a Parigi a causa di una caduta da una scala alla ricerca di un libro della sua biblioteca. Fu il fondatore della bibliografia nazionale in Francia. Compatriota del poeta-matematico Clément Cyriaque de Mangin, sosteneva di aver ricevuto in confidenza da Claude Hardy uno degli pseudonimi del suo compagno Chalonais. Fu uno dei primi a mettere in dubbio le affermazioni di La Croix du Maine. Jean-Pierre Niceron lo criticò per aver commesso degli errori citando autori o libri a causa della sua mancanza di gusto critico e di una conoscenza superficiale delle fonti su cui si basavano le sue opere.

## Opere selezionate
- Bibliotheca pontificia di cui adiungitur catalogus haereticorum accedit
- Fragmentum libelli S. Marcelli Romani Martyris
- De disputatione B. Petri e Simonis Magi
- Traicté delle più belle biblioteche pubbliche e private che erano e sono ora al mondo
- Bibliographia Parisina, hoc est catalogus omnium librorum Parisiis annis 1643. & 1644. excusorum compreso
- Trattato delle più belle biblioteche pubbliche e private che sono state e sono ora nel mondo, Parigi, 1645
- De claris scriptoribus cabilonensibus. lib. III